# Mari Jungstedt
Kerstin Mari Jungstedt (født 31. oktober 1962), er en svensk journalist og kriminalforfatter, bosat i Stockholm.
Mari Jungstedt har arbejdet som journalist ved Sveriges Radio Ekot, Rapport, og SVT:s regionale nyhedsprogram ABC. Hun debuterede 2003 med en spændingsroman som handler om seriemord på Gotland. I hendes følgende romaner vender hun tilbage til flere personer fra debuten, nemlig kriminalkommissær Anders Knutas og journalisten Johan Berg. Bøgernes handling er henlagt til Gotland, hvor forfatteren er bosat om sommeren.
Hendes romaner er oversat til catalansk, dansk, engelsk, finsk, fransk, hollandsk, spansk og tysk og flere af bøgerne er blevet filmatiseret.